# Анте Билобрк
Анте Билобрк (Брштаново, код Сплита, 3. април 1919 — Власеница, 25. јун 1943) био је учесник Народноослободилачке борбе и народни херој Југославије.

## Биографија
Рођен је 8. априла 1919. године у селу Брштанову, код Сплита. Потицао је из сиромашне сељачке породице, па је након зaвршетка основне школе, отишао у Сплит, где је учио молерски занат. До почетка Другог светског рата 1941. године, радио је као молер у бродоградилишту у Сплиту. Овде се повезао са револуционарним радничким покретом и 1940. године је постао члан Комунистичке партије Југославије (КПЈ).
Након окупације Краљевине Југославије, Италијани су га ухапсили па је осам дана провео у затвору. Након успешног бекства из затвора, отишао је у родни крај, где се повезао са месном партијском организацојом и почео активно да ради на припреми устанка. Заједно са народним херојем Антом Јонићем формирао је илегалну групу активиста чији је био руководилац.
Радио је на растурању илегалних летака и антифашистичке и комунистичке литературе и илегално одржавао партијске састанке по селима на којима је говорио о неминовности организовања устанка. Више пута је, преко Далматинске загоре, у партизане на Динару, пребацио неколико група омладинаца. А почетком сепетмбра 1941. године је заједно са једном групом ступио у Динарску партизанску чету. После краћег времена прешао је у Свилајско-мосечку чету, у којој је био постављен за политичког комесара.
Члана Окружног комитета КПЈ за Солин постао је 21. јула 1942. године, а средином септембра 1942. године, када је формиран Мосечки партизански батаљон, постао је његов политички комесар. Истако се у многим борбама у којима је учествовао, а посебно се истакао у разоружавању усташких посада у Лећевици, борбама против усташа на Козјаку и у Кљацима.
Када је 12. новембра 1942. године формирана Трећа далматинска ударна бригада постављен је за политичког комесара Трећег батаљона. Са овом бригадом је учествовао у многим борбама, а посебно се истакао у борби 4. децембра 1942. године када је његов батаљон напао италијанску колону код села Подстрана, на путу Сплит—Омиш. Нешто касније, 15. децембра поново се истакао у борби током које је униште транспортни воз на прузи Сплит—Книн, између станица Лабин и Каштел Стари. У овој четворочасовној борби Италијани су имали више мртвих и рањених војника.
Јануару 1943. године био је изабран за члана Земаљског одбора СКОЈ-а за Хрватску. Посебно се истако у борбама током Четврте непријатељске офанзиве, марта 1943. године. Његов батаљон је успео да одбије више усташких напада из правца Широког Бријега, а у марту и априлу је учествовао у петанестодневним борбама против четника. Потом је учествовао у спашавању рањеника на планини Чврсници, као и њеиховом преносу преко Неретве све до Невесиња. После Пете непријатељске офанзиве био је пребачен је у Прву пролетерску ударну бригаду, у којој је био политички комесар чете у Шестом (београдском) батаљону.
Погинуо је приликом напада Прве пролетерске бригаде на Власеницу, у ноћи 25/26. јуна 1943. године. Иако је у првом јуришу био је рањен, није хтео да напустити борбу. Када су усташки војници покушали да га ухвате, извршио је самоубиство.
Указом председника Федеративне Народне Републике Југославије Јосипа Броза Тита, 27. новембра 1953. године, проглашен је за народног хероја.